# USS Savannah (LCS-28)
El USS Savannah (LCS-28) de la Armada de los Estados Unidos es un buque de combate litoral de la clase Independence. Fue colocada su quilla en 2019, botado en 2020 y asignado en 2022. Su nombre honra a Savannah, ciudad de Georgia.

## Historia
Construido por el Austal USA en Mobile, Alabama; fue puesto en gradas el 20 de septiembre de 2019 y botado el 29 de agosto de 2020. Fue asignado el 5 de febrero de 2022 en Brunswick, Georgia. Fue asignado a la Naval Base San Diego.